# بشير السحباني
بشير الالسحباني (22 أكتوبر 1972 - ) هو لاعب كرة قدم تونسي، يلعب كمدافع، ولعب 26 مباراة.

## مسيرته

### مسيرته مع المنتخبات الوطنية
- 1994 - 1999 لعب مع منتخب تونس لكرة القدم 26 مباراة.

## روابط خارجية
- بشير السحباني على موقع قاعدة بيانات كرة القدم.إي يو (الإنجليزية)
- بشير السحباني على موقع ناشيونال فوتبول تيمز (الإنجليزية)